# Ypsilon Ceti
Ypsilon Ceti, som är stjärnans Bayer-beteckning,  är en ensam stjärna belägen i den södra delen av stjärnbilden Valfisken och har även Flamsteed-beteckningen 59 Ceti eller Ypsilon1 Ceti, som dock inte är i allmänt bruk idag. Den har en  skenbar magnitud på 3,95 och är synlig för blotta ögat där ljusföroreningar ej förekommer. Baserat på parallaxmätning inom Hipparcosuppdraget på ca 11,1 mas, beräknas den befinna sig på ett avstånd på ca 293 ljusår (ca 90 parsek) från solen. Den rör sig bort från solen med en heliocentrisk radialhastighet på ca 18 km/s.

## Egenskaper
Ypsilon Ceti är en röd till orange jättestjärna av spektralklass M0 III och har tidigare klassificerats som K5 / M0III, ett intressant exempel på en av "luckorna" i klassificeringssystemet Morgan-Keenan, där K6-9 ofta inte används för jättestjärnor eller endast används för att ange en bråkdel av vägen mellan K5 och M0. Den befinner sig med 84 procent sannolikhet på den röda jättegrenen eller 16 procent på den horisontella grenen. Den har en massa som är ca 1,3 solmassor, en radie som är ca 54 solradier och utsänder från dess fotosfär ca 550 gånger mera energi än solen vid en effektiv temperatur av ca 3 800 K.